# Kamimine
Kamimine (japonsky 上峰町, Kamimine-čó) je japonské město nacházející se v okresu Mijaki v prefektuře Saga. Žije zde přibližně 9 500 obyvatel a město má rozlohu 12,8 km². Přibližná hustota zalidnění je 731 obyvatel/km².

## Geogrefie
Kamimine se nachází ve východní části prefektury Saga asi 15 kilometrů východně od centra Sagy, hlavního města této prefektury. Leží také přibližně 15 km západně od Kurumy, významného města v sousední prefektuře Fukuoka. Většina území obce je rovinatá, protože ji tvoří převážně planiny, ačkoliv v severní části města se nachází hora Činzei. Město má podlouhlý tvar, přičemž nejdelší vzdálenost mezi severním a jižním cípem města je 12,5 kilometrů. Kamimine se vyznačuje především poměrně rozsáhlými plochami městské zeleně.
Sousedními obcemi sídla jsou Mijaki a Jošinogari.

## Historie
Dne 1. dubna 1889 byl zaveden nový obecní systém. Vesnice Bóšo, Emukai, Maemuta a Cucumi se spojily a vytvořily obec Kamimine, která dne 1. listopadu 1989 byla povýšena na město.

### Vývoj počtu obyvatel
V obci žije v současnosti přibližně 9 500 obyvatel a hustota zalidnění je zhruba 731 obyvatel/km². V roce 2015 zde bylo evidováno 3 260 domácností. Tabulka a graf níže znázorňují vývoj počtu obyvatel od roku 1980 do roku 2019.
| Rok            | 1980  | 1985  | 1990  | 1995  | 2000  | 2005  | 2010  | 2014  | 2015  | 2018  | 2019  |
| -------------- | ----- | ----- | ----- | ----- | ----- | ----- | ----- | ----- | ----- | ----- | ----- |
| Počet obyvatel | 6 682 | 6 907 | 7 534 | 8 210 | 8 672 | 9 090 | 9 224 | 9 447 | 9 283 | 9 364 | 9 366 |

## Průmysl
Hlavním průmyslovým odvětvím v Kamimine je zemědělství, zejména pak pěstování rýže.

## Vzdělávání
V Kamimine se nachází celkem 2 státní (veřejné) školy a to Základní škola Kamimine (japonsky 上峰小学校, Kamimine šógakkó) a Nižší střední škola Kamimine (japonsky 上峰中学校, Kamimine čúgakkó).
Ze soukromých škol je v Kamimine pouze jedna mateřská škola a to Mateřská škola Kamimine (japonsky 上峰幼稚園, Kamimine jóčien).

## Doprava

### Vzdušná
Nejbližšími letišti jsou Saga a Fukuoka.

### Železniční
Hlavní linka Nagasaki prochází obcí Kamimine, avšak na území města se nenachází žádné zastávky. Nejbližší stanice je Jošinogari-Kóen v sousedním Jošinogari.

### Silniční
Územím města prochází dálnice, respektive rychlostní silnice Nagasaki, ale nenachází se zde žádné sjezdy. Nejbližším je sjezd Higashisefuri v sousední obci Yoshinogari. V blízkosti vede také japonská národní dálnice: číslo 34. Přímo městem se pak táhne hlavní prefekturní silnice Kitashigeyasu-Mitagawa Route 22.

## Symboly
Kamimine má svůj vlastní znak i vlajku. Znak města tvoří černá třikrát přerušovaná kružnice, kterou protínají tři čáry, jež mají stejný počáteční bod uprostřed kruhu. Byl vytvořen v březnu roku 1973. Na vlajce se pak nachází stejný symbol, akorát v červené barvě a v zeleném poli. Město má také svůj strom a květinu. Městským stromem je kamélie japonská, která je ve městě dlouhou dobu vysazována a to zejména proto, že je poměrně odolná proti škůdcům. Městskou květinou se stala šalvěj. Oba tyto přírodní městské symboly byly vybrány v roce 1986 na základě žádosti veřejnosti.